# Список кардиналов, возведённых папой римским Львом IX

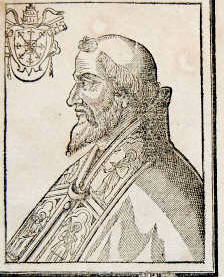
Папа Лев IX

Кардиналы, возведённые Папой римским Львом IX — двадцать шесть клириков и прелатов были возведены в сан кардинала на четырёх Консисториях за пятилетний понтификата Льва IX.

## Исторический дискурс
До XI века слово «кардинал» использовалось как прилагательное: «кардинальный епископ» и «кардинальный пресвитер». Когда Гумберт Сильва-Кандидский был назначен кардиналом, его называли «кардинальным епископом», слово «кардинал» затем стало существительным .

## Консистория от 1049 года
- Джованни (кардинальный епископ Порто);
- Крещенцио (кардинальный епископ Сильвы Кандида или Санта-Руфины);
- Бонифацио (кардинальный епископ Альбано);
- Бониццо (кардинальный епископ Фраскати);
- Джованни (кардинальный епископ Тиволи);
- Леоне (кардинальный пресвитер титула Сан-Лоренцо-ин-Лучина)[2];
- Джованни (кардинальный пресвитер титула Сан-Марко);
- Леоне (кардинальный пресвитер титула Сан-Лоренцо-ин-Дамазо);
- Гвидо (кардинальный пресвитер титула Санта-Мария-ин-Трастевере);
- Гуго Простодушный, O.S.B. (кардинальный пресвитер титула Сан-Клементе)[3];
- Джованни (кардинальный пресвитер неизвестного титула);
- Рейнье (кардинальный пресвитер неизвестного титула);
- Мейнард, O.S.B.Cas. (кардинальный пресвитер неизвестного титула);
- Стефан, аббат монастыря Святых Андрея и Григория in clivo Scauri в Риме (кардинальный пресвитер неизвестного титула);
- Этьен де Клюни, O.S.B.Clun. (кардинальный пресвитер неизвестного титула);
- Фридрих Лотарингский, O.S.B.Cas. (кардинальный дьякон Санта-Мария-ин-Домника)[4].

## Консистория от 1050 года
- Джованни (кардинальный епископ Остии);
- Пьетро (кардинальный епископ Остии между 1050 (?) и 1058 (?));
- Джованни Минциус (кардинальный епископ Веллетри)[5];
- Пьетро (кардинальный епископ Тускулума);
- Амандо (кардинальный дьякон Святой Римской Церкви);
- Грегорио (кардинальный дьякон Святой Римской Церкви);
- Крещенцио (кардинальный дьякон Святой Римской Церкви);
- Одон Тульский, примицерий Тульского собора (кардинальный дьякон Святой Римской Церкви).

## Консистория от 1051 года
- Гумберт Сильва-Кандидский, O.S.B. (епископ Сильва Кандида или Санта-Руфина).

## Консистория от 1054 года
- Джованни (кардинальный епископ Сабины).